# Marcian Bleahu
Marcian-David (Matty) Bleahu (n. 14 martie 1924, Brașov, România – d. 30 iulie 2019, București, România) a fost un geolog, speolog, geograf, alpinist, explorator, scriitor și politician român, membru de onoare al Academiei Române în cadrul Secției de Științe Geonomice (28 iunie 2018). .
Este cunoscut pentru contribuțiile științifice la dezvoltarea teoriilor tectonicii globale (cu aplicații în studiul geologiei Carpaților), pentru pionieratul și dezvoltarea speologiei  dar și pentru popularizarea științei și a ecologiei în România. 
Autor a 41 de cărți și a 126 de lucrări științifice de specialitate, a peste 400 de articole cu diferite subiecte și conferențiar cu peste 500 de apariții publice, inclusiv la radio și televiziune, un pionier al utilizării multimedia în cadrul conferințelor, Marcian Bleahu este una dintre cele mai importante personalități științifice din a doua jumătate a secolului XX din România. 
Cărțile și conferințele sale au inspirat generații întregi de tineri pasionați de natură, munte și explorarea peșterilor din România, Matty Bleahu fiind în același timp un mentor al multor geologi români de după război.

## Biografie
Marcian David Bleahu s-a născut la 14 martie 1924, la Brașov, în familia unui notar public, cu ascendență, pe linie maternă, până la domnitorul Constantin Brâncoveanu. A fost înrolat ca militar în timpul celui de-Al Doilea Război Mondial.
A urmat școala generală și liceul în orașul Brașov. A absolvit, în 1949, Facultatea de Științe  (Secțiile de Științele naturii și Geografie) din cadrul Universității București. În 1974 obține doctoratul cu o teză despre geologia și morfologia carstului, la Universitatea din Cluj.
Își începe activitatea didactică la Catedra de Geologie din cadrul Universității București, activând ca asistent, șef de lucrări și conferențiar între anii 1949-1961. Este epurat politic din învățământ, reluându-și cariera universitară după 1989, când înființează, alături de prof. Dolphi Drimer, Universitatea Ecologică, fiind numit Decan al Facultății de Științele Naturii (transformată în Facultatea de Ecologie).
Între anii 1949 - 1994 a funcționat ca geolog, cercetător și în diverse poziții de management (inclusiv director) al Institutului Geologic al României.
Este ales senator în legislaturile 1990-1992 și 1996-2000 din partea Mișcării Ecologiste din România, respectiv a Federație Ecologiste din România. Ministru al Mediului,  în perioada 1991-1992.
A fost premiat și decorat cu numeroase distincții. În anul 2008 este decorat cu Ordinul „Steaua României” în grad de Cavaler, cea mai importantă distincție românească. În 2018 a fost ales membru de onoare al Academiei Române, în cadrul Secției de Științe Geonomice.
După ce s-a retras din activitatea publică, a continuat să scrie articole și cărți din diverse domenii, inclusiv cel muzical (fiind cunoscut ca un meloman rafinat), sau al ecologiei.
A decedat la 30 iulie 2019, în locuința sa din București.

## Cariera profesională
După absolvirea facultății, în anul 1949, devine cadru didactic la catedra de Geologie din cadrul Universității București. Predă primele cursuri de Geologie Structurală și de Geologia Cuaternarului. În anul 1961 este îndepărtat de la catedră din motive politice de către administrația comunistă.
La 4 aprilie 1990, împreună cu Dolphi Drimer, Marcian Bleahu înființează Universitatea Ecologică din București, prima instituție particulară de învățământ superior din România și singura universitate cu profil ecologic. Dolphi Drimer devine rectorul acestei universități, iar Marcian Bleahu este numit decan al Facultății de Științele Naturii (ulterior redenumită Facultatea de Ecologie), unde predă cursurile de Geologie dinamică, Geografie fizică a României, Geologia României, Protecția naturii și arii protejate. Își încetează activitatea didactică în anul 2001.
Între anii 1949 - 1994, în paralel cu activitatea de la catedră, Marcian Bleahu a funcționat ca geolog la Institutul Geologic. Aici își desfășoară cea mai mare parte a activității științifice.
Între anii 1952 - 1985 întreprinde o lungă serie de cercetări în Munții Carpați, în special în Apuseni. De-a lungul acestor 33 de ani de activitate de cercetare în teren a sintetizat și a făcut publică stratigrafia și structura Munților Apuseni. Lucrările sale în acest domeniu sunt primele surse științifice în ceea ce privește geologia Munților Maramureș, Munților Bihor, Munților Codru-Moma, Munților Metaliferi, cărora le-a dedicat câte o monografie. Aceste studii au avut un impact important în cadrul unor sinteze de interes național, cum ar fi depozitele carbonifere, formațiunile paleozoice și mezozoice, dar și din punct de vedere tectonic, în lucrările de ansamblu asupra structurii teritoriului, precum și în integrarea acestor cercetări în cadrul mai larg al studiului paleogeografiei triasicului din estul Europei. 
De asemenea, Marcian Bleahu a realizat direct sau prin coordonarea unor echipe de geologi peste 50 de hărți (foi) componente ale Hărții Geologice a României, la scara 1:200.000, pentru care a realizat inclusiv standardele de stat în acest domeniu.
Un capitol special al acestei activități în teren a reprezentat-o studiul carstologiei, respectiv explorarea, cartografierea și cercetarea asupra peșterilor din Munții Apuseni, aproape necunoscute până atunci: Peștera de la Căput, Peștera Buciumul Sucit, Peștera Vântului, Peștera Vadu Crișului, Peștera Șura Mare, Peștera din Peretele Dârnini, Peștera Coliboaia, Avenul de sub Pietruța, Peștera Izvorul Tăușoarelor, Peștera-aven ghețarul de sub Zgurăști, Peștera Cetatea Rădesei, Peștera Pojarul Poliței, Peștera Scărișoara, Peștera Huda lui Papară, Vânătările Ponorului, Izbucul de la Cotețul Dobreștilor, Avenul de sub Colții Grindului, Peștera Gaura cu Muscă, Peștera Bolii, Peștera Neagră, Peștera Ghețarul de la Vârtop, Avenul din Piatra Ceții, Peștera Calului, Peștera Bisericuța, Peștera din Dealul Cornului, Peștera Mică de la Vânătare, Peștera Dâlbina, Peștera Corobana lui Gârtău, Peștera V5, Peștera Poarta lui Ionele, Avenul din Șesuri etc. În 1976 coordonează un colectiv de autori care publică lucrarea de referință “Peșteri din România”, devenit unul dintre primele best-seller-uri științifice din România.
Aceste cercetări, precum și tendințele științifice mondiale din anii ’60 în domeniul tectonicii plăcilor catalizează activitatea de cercetare a lui Marcian Bleahu, care devine astfel un pionier în domeniul studiului tectonicii globale, nu numai în România, dar având contribuții semnificative în cadrul comunității științifice internaționale. Rezultatele studiilor sale au fost sintetizate în lucrarea Tectonica globală - București, 1983, Editura Științifică, în două volume însumând peste 1000 de pagini.
În ciuda opoziției din mediul științific al vremii, care a trecut repede dincolo de cadrul dezbaterilor de idei, mergând până la politizarea contestării rezultatelor cercetărilor (autoritățile comuniste interzicându-i ieșirea din țară timp de 6 ani, între 1978 și 1984), Marcian Bleahu a reușit să-și impună teoriile, fiind invitat în anii 1974, 1976 și 1978 să predea la Universitatea din Geneva primul curs de Tectonică Globală, susținând conferințe și la Viena, Zurich sau Freiburg, Basel, Potsdam etc.
Între anii 1949 - 1952 a condus serviciul de geologie la lucrările Canalului Dunăre - Marea Neagră.
În 1953 a condus cercetările geologice în vederea proiectării Metroului București.
A făcut parte din comisia interministerială de analiză a Cutremurului din 4 martie 1977.
Între anii 1985 - 1994 a făcut parte din echipa care a înființat și condus Muzeul Național de Geologie din București.

## Cariera politică
În anii studenției a simpatizat cu Partidul Național Liberal, fără a face parte din nici un partid politic, până în 1965, când devine membru al P.C.R.. Statut de colaborator al Securității a fost oficial confirmat de CNSAS (http://www.cnsas.ro/colaboratori.html).
După Revoluția din Decembrie 1989, Marcian Bleahu, alături de Toma George Maiorescu, înființează Mișcarea Ecologistă din România (M.E.R.), materializând astfel crezul său profesional privind ocrotirea naturii și a mediului. Este ales senator la alegerile din mai 1990 pentru primul Parlament liber postcomunist și devine ministru al Mediului în cabinetul Stolojan. În această poziție a elaborat o întreagă legislație (un alt pionierat) și a încercat să integreze România în convențiile și programele internaționale privind mediul. În legislatura 1990-1992, Marcian Bleahu a fost membru în grupurile parlamentare de prietenie cu Statul Israel și Republica Federală Germania. În legislatura 1992-1996, Marcian Bleahu a fost membru în grupul parlamentar de prietenie cu Republica Federală Germania.
În 1992 este desemnat vice-președinte al Conferinței ONU pentru mediu și dezvoltare de la Rio de Janeiro.
În anul 1996 este ales senator, din nou, pe listele electorale ale C.D.R. din partea Federației Ecologiste din România (F.E.R.). A făcut parte din Comisia de politică externă și din grupul parlamentar P.N.L.
În anul 2008 este desemnat președinte de onoare al Partidului Verde, urmașul F.E.R.

## Premii și distincții
- Medalia "Meritul științific”, 1966
- Decorația "Ordinul muncii” cl.III, 1971
- Medalia "Combatant în al Doilea Război Mondial", 1997
- Decorația "Steaua României” în grad de Cavaler, 2009
- Medalia de merit "Percy Allen” a Uniunii Europene a Societăților de geologie, 2012
- Premiul Academiei Române  "Emil Gh. Racoviță”, 1965
- Premiul Academiei Române "Grigore  Cobălcescu”, 1974
- Premiul Academiei Române "G.M. Murgoci”, 1976
- Cetățean de onoare al comunelor Gârda și Albac 2006 și 2010
- Profesor Honoris Causa al Universității Babeș-Bolyai, Cluj, 2009
- Membru onorific al Academiei de Științe ale Naturii din Elveția

## Lucrări publicate
Geologie:
- Cristalele României (în colaborare cu I. Miclea), Editura Sport-Turism, 1977
- Formarea continentelor și a oceanelor, Editura Științifică, 1978
- Planeta numită Pământ, 4 broșuri pentru diapozitive, Editura  Animafilm, 1978
- Tectonica globală, Vol. I,  Editura Științifică, 1983
- Pământul se destăinuie, Editura Ion Creangă, 1985
- Tectonica globală Vol. II,  Editura Științifică, 1989
- Geologia României, Editura UEB, 1994
- Geologia generală -  Dinamica internă, Editura UEB, 2001
- Geologie generală – Dinamica externă, Editura UEB, 2002

Geografie:
- Pitorescul regiunilor carstice, Editura SRSC, 1956
- Flori de piatră, Editura Științifică, 1966
- Morfologia carstică, Editura Științifică, 1974
- Relieful carstic, Editura Albatros, 1982
- Geografia fizică a României, Editura UEB, 2001
- Dincolo de peisaj, Editura Paidea, 2007

Speologie:
- Peștera Topolnița (în colaborare cu C. Lascu), Editura Sport-Turism, 1975
- Catalogul peșterilor din România (în colaborare cu I. Povară), Editura CNSFS, 1976
- Cuceritorii întunericului, Editura Sport-Turism, 1976
- Omul și peștera, Editura Sport-Turism, 1978
- Peștera Bulba (în colaborare cu C. Lascu), Editura Sport-Turism, 1985

Ecologie:
- Rezervații naturale geologice din România (în colaborare cu F. Marinescu și V. Brădescu), Editura  Tehnică, 1976
- Ecologie-Natură-Om, Editura Metropol, 1998
- Privește înapoi cu mânie… privește înainte cu spaimă - Valențele ecologiei politice, Editura Economică, 2001
- Arca lui Noe în Secolul XXI, Editura  Națională, 2004
- Arii naturale protejate din Bucovina (în colaborare cu A. și T. Done), Editura Terra Design, 2007
- Roșia Montană – prefigurarea unei tragedii naționale, print, 2013
- Arii protejate și protecția naturii - Editura Paidea, 2019

Turism și Alpinism:
- Munții Apuseni (în colaborare cu S. Bordea și Al. Borza), Editura ONT, 1963
- Himalaya – cucerirea giganților lumii (în colaborare cu M. Bogdan și Gh. Epuran), Editura Științifică, 1966
- Munții Bihor-Vlădeasa – ghid turistic (în colaborare cu S. Bordea), Editura Sport-Turism, 1967
- Munții Codru-Moma, Editura CNFS, 1978
- Munții Bihor-Vlădeasa – monografie (în colaborare cu S. Bordea), Editura Sport-Turism, 1981

Diverse:
- Spovedania unui neînvins, Editura  Paidea, 2006
- Note fără portativ, Editura Paidea, 2011
- Viața și opera lui G.M.Murgoci (în colaborare cu B. Iancovici) (în volumul “G.M.Murgoci – Opere alese” editat de M. Bleahu și B. Iancovici), Editura Academiei, 1957
- Curs de limba germană - texte de geologie și geografie (în colaborare cu J. Livescu și A. Savin), 1963
- Curs de limba germană – texte de biologie (în colaborare  cu J. Livescu și A. Savin), 1968
- Probleme fundamentale ale lumii contemporane (în volumul ,,Geografia mediului înconjurător”,  Manual pentru cl a XI-a, Editura Didactică și Pedagogică, 2002)

Participări la volume de sinteză:
- Evoluția proceselor litogenetice (în volumul ,,Evoluția  geologică a Munților Metaliferi”), Editura Academiei, (în colaborare cu M. Lupu), 1969
- Poziția structurală a Munților Apuseni în cadrul sistemului alpino-carpato-dinaric (în vol. “Munții Apuseni”), Editura  Academiei, 1976
- Rumanian Carpathians – The Apuseni Mountains  (în volumul ,,Tectonics of the Carpathian-Balkan Regions”, Editura  Geolog. Inst. Dionysz Stur, Bratislava,
- Peșterile din Munții Bihor  (bazinele Padiș-Cetățile Ponorului, Vălea  Galbena, Vălea Gârda și din Bazinul văii Topolnița) în volumul Peșteri din România, Editura Științifică,1976
- Grottes  d’Oltenie explorées de 1959 a 1962 (în colaborare cu A. și V. Decou) în volumul ,,Recherche sur les grottes du Banat et d’Oltenie 1959-1962”, Editura CNRS, Paris
- Karst of Romania (în volumul editat de M. Herak și T. V. Stringfield ,,Karst, Important karst of the norther hemisphere” , Editura  Elsevier, Amsterdam, 1972

- Palaeokarst of Romania  (în volumul editat de P. Bosak și D. C. Ford ,,Paleokarst”), Editura Academia, Praga, 1989